# Ljudmila Nikolajewna Klak
Ljudmila Nikolajewna Klak (russisch Людмила Николаевна Клак; * 21. Juli 1982 in Krasnojarsk) ist eine russische Skeletonpilotin.
Ljudmila Klak debütierte im November 2001 bei einem Skeleton-Weltcuprennen in Königssee und wurde Vorletzte von 26 Starterinnen. Ihre beste Weltcupplatzierung war bislang ein 12. Platz im Januar 2004 in St. Moritz. Ihr größter Erfolg und gleichzeitig eine große Überraschung war ihr Fünfter Rang bei den Europameisterschaften des Jahres 2003 in Altenberg.